# 吉見太一
吉見 太一（よしみ たいち、1980年7月23日 - ）は、京都府亀岡市出身の元プロ野球選手（捕手）。右投右打。野球解説者。

## 経歴
高校時代は選抜に続いて出場した1998年の第80回全国高等学校野球選手権大会決勝で、横浜高・松坂大輔にノーヒットノーランを喫した際の京都成章高の正捕手だった。
立命館大学時代には「古田敦也2世」と呼ばれるなど、その強肩は早くから注目されていた。社会人では1年目に自チームで、3年目は補強で都市対抗野球に出場。
所属していたサンワード貿易は吉見のドラフト指名後に廃部となったため、吉見は同チーム出身者として唯一のドラフト指名選手である。
守備面に関しては高いレベルにあるが、左足が打つ瞬間極端にベースから離れる、スイングスピードが遅いなど、打撃に課題を抱えており、二軍での打率は2006年は.235、2007年は.231、2008年は.171と低迷した。
2010年は、銀仁朗の故障もあり初の開幕一軍スタートとなる。4月1日の福岡ソフトバンクホークス戦にて初の一軍出場。10月29日、プロ通算無安打のまま戦力外通告を受けた。11月4日に任意引退選手公示され、ブルペン捕手として球団に残った。
2018年、ライオンスアカデミーのコーチに就任。
2018年度のNPBジュニアトーナメントではコーチとしてチームを準優勝に導いた。
2020年からはフジテレビTWO、ベースボールLIVE by SoftBankの野球解説者としても活動する。

## 詳細情報

### 年度別打撃成績
| 年 度     | 球 団     | 試 合 | 打 席 | 打 数 | 得 点 | 安 打 | 二 塁 打 | 三 塁 打 | 本 塁 打 | 塁 打 | 打 点 | 盗 塁 | 盗 塁 死 | 犠 打 | 犠 飛 | 四 球 | 敬 遠 | 死 球 | 三 振 | 併 殺 打 | 打 率 | 出 塁 率 | 長 打 率 | O P S |
| --------- | --------- | ----- | ----- | ----- | ----- | ----- | -------- | -------- | -------- | ----- | ----- | ----- | -------- | ----- | ----- | ----- | ----- | ----- | ----- | -------- | ----- | -------- | -------- | ----- |
| 2010      | 西武      | 6     | 5     | 4     | 1     | 0     | 0        | 0        | 0        | 0     | 0     | 0     | 0        | 0     | 0     | 0     | 0     | 1     | 0     | 1        | .000  | .200     | .000     | .200  |
| 通算：1年 | 通算：1年 | 6     | 5     | 4     | 1     | 0     | 0        | 0        | 0        | 0     | 0     | 0     | 0        | 0     | 0     | 0     | 0     | 1     | 0     | 1        | .000  | .200     | .000     | .200  |

### 年度別守備成績
| 年 度     | 捕手 | 捕手 | 捕手 | 捕手 | 捕手 | 捕手 | 捕手   | 捕手   | 捕手   | 捕手   | 捕手   | 一塁 | 一塁 | 一塁 | 一塁 | 一塁 | 一塁   |
| 年 度     | 試合 | 刺殺 | 補殺 | 失策 | 併殺 | 捕逸 | 守備率 | 企図数 | 許盗塁 | 盗塁刺 | 阻止率 | 試合 | 刺殺 | 補殺 | 失策 | 併殺 | 守備率 |
| --------- | ---- | ---- | ---- | ---- | ---- | ---- | ------ | ------ | ------ | ------ | ------ | ---- | ---- | ---- | ---- | ---- | ------ |
| 2010      | 4    | 3    | 0    | 0    | 0    | 0    | 1.000  | 0      | 0      | 0      | -      | 1    | 2    | 0    | 0    | 1    | 1.000  |
| 通算：1年 | 4    | 3    | 0    | 0    | 0    | 0    | 1.000  | 0      | 0      | 0      | -      | 1    | 2    | 0    | 0    | 1    | 1.000  |

### 記録
- 初出場：2010年4月1日、対福岡ソフトバンクホークス3回戦（西武ドーム）、9回表から捕手で出場
- 初打席：2010年4月7日、対オリックス・バファローズ2回戦（西武ドーム）、8回裏に細川亨の代打で出場、菊地原毅から二塁ゴロ

### 背番号
- 31 （2006年 - 2008年）
- 63 （2009年 - 2010年）
- 91 （2011年 - 2013年）
- 97 （2014年 - 2017年）